# Mount Greenly
Mount Greenly är ett berg i Australien. Det ligger i regionen Lower Eyre Peninsula och delstaten South Australia, omkring 300 kilometer väster om delstatshuvudstaden Adelaide. Toppen på Mount Greenly är 286 meter över havet. Mount Greenly ligger vid sjön Lake Greenly.
Trakten runt Mount Greenly är nära nog obefolkad, med mindre än två invånare per kvadratkilometer..
Trakten runt Mount Greenly är ofruktbar med lite eller ingen växtlighet. Genomsnittlig årsnederbörd är 566 millimeter. Den regnigaste månaden är juni, med i genomsnitt 139 mm nederbörd, och den torraste är januari, med 15 mm nederbörd.